# Didymocarpus robustus
Didymocarpus robustus är en tvåhjärtbladig växtart som beskrevs av Ridley. Didymocarpus robustus ingår i släktet Didymocarpus och familjen Gesneriaceae. Inga underarter finns listade i Catalogue of Life.